# Шторм (футбольный клуб)
«Шторм» — советский футбольный клуб из Ленинграда. Основан не позднее 1965 года.

## История
В 1965 году «Шторм» выиграл кубок Ленинграда, в финале обыграв команду «Ждановец» со счётом 3:1. В том же году принял участие в Кубке СССР среди КФК: на стадии 1/16 финала 16 сентября обыграл в Кишинёве местный «Трактор» (2:1), в 1/8 финала 23 сентября уступил в Ленинграде львовской команде «ЛВВПУ СА и ВМФ» (1:2).
В 1968 и 1969 году команда играла в классе «Б» первенства СССР, являвшимся третьим по уровню в системе лиг после первой и второй групп класса «А». В 1968 году заняла 11-е место среди 14 команд 8-й зоны РСФСР, в 1969 году — 7-е место из 14 в той же зоне.
Команда представляла ленинградский ЦНИИ технологии судостроения.

## Достижения
Чемпионат Ленинграда
- Серебряный призёр: 1971, 1972
- Бронзовый призёр: 1969, 1973

Кубок Ленинграда
- Обладатель: 1965
- Финалист: 1971